# Atlas-Werke
Die Atlas-Werke waren ein Maschinen- und Schiffbauunternehmen in Bremen. Das Unternehmen wurde 1902 als Norddeutsche Maschinen- und Armaturenfabrik in Bremen vom Norddeutschen Lloyd gegründet.

## Geschichte

Clayton-Desinfektionsapparat der Norddeutschen Maschinen- und Armaturenfabrik, um 1906

Das Unternehmen wurde im Jahr 1902 als Armaturenfabrik und zur Herstellung von Schiffshilfsmaschinen wie Rudermaschinen, Winden, Pumpen, Trinkwassererzeuger sowie Schottenschließanlagen gegründet. Die Norddeutsche Maschinen- und Armaturenfabrik verlegte ihren Sitz 1905 auf das Gelände der AG Weser, da diese nach Bremen-Gröpelingen umzog. Mit dem Umzug standen die alten Werftanlagen zur Verfügung und der Betrieb begann zusätzlich mit dem Schiffsneubau. Waren es anfangs nur Kleinschiffe, erfolgten ab 1919 auch Frachterneubauten bis 1200 BRT.
1911 erfolgte die Umbenennung in Atlas-Werke. Trotz des Schiffbaubetriebes lag der Fertigungsschwerpunkt weiterhin bei den Schiffshilfsmaschinen.
In den 1930er Jahren trennte sich der Norddeutsche Lloyd von den Atlas-Werken, die Aktienmehrheit ging an Hugo Stinnes und 1965 an den Krupp-Konzern.
1941-1945 wurden die Werke so schwer beschädigt, wie kaum ein anderer Industriebetrieb in Bremen. Von den 3050 Beschäftigten waren 1945 nur noch 800 im Werk tätig. Zunächst wurden Dinge wie Brennhexen oder Kochtöpfe hergestellt und elektromechanische Reparaturaufträge ausgeführt, ab 1946 dann  elektromedizinische Geräte, 1948 wieder Hilfsmaschinen für Schiffe.

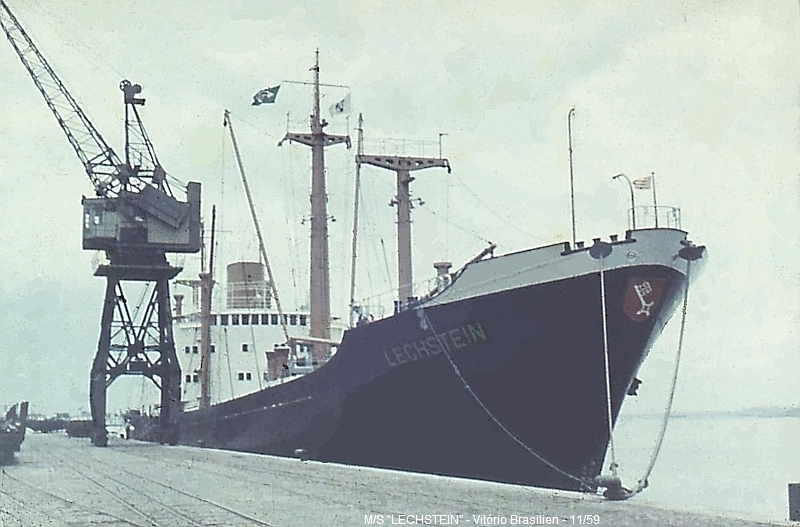
Lechstein

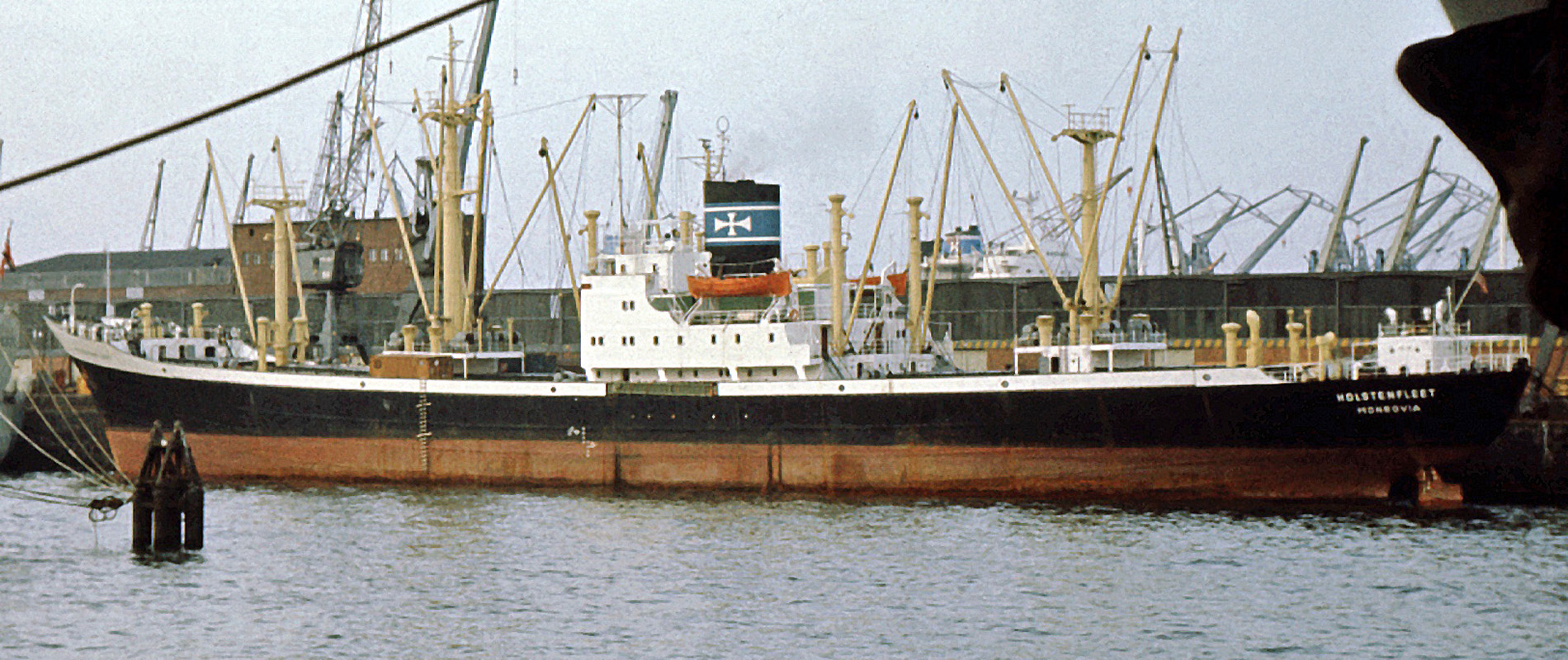
Nabstein, hier als Holstenfleet von C.-P. Offen

Der Bau kompletter Schiffe, wie 1958 den zwei Motorschiffen (Lechstein, Nabstein) für den Norddeutschen Lloyd mit Tragfähigkeiten von jeweils 5350 t. blieb die Ausnahme, deutlich größere Schiffe hat die Werft nicht gebaut.
1965 erfolgte die Aufspaltung und der Maschinenbau und die Elektronik wurde in die Werke der Friedrich Krupp eingegliedert und 1966 entstand zusammen mit der Maschinenbau Kiel die Krupp-Atlas Maschinenbau. Der Elektronikbereich wurde zur selbstständigen Krupp Atlas Elektronik in Bremen, aus der Anfang der 1990er-Jahre nach dem Verkauf an den Bremer Vulkan STN Atlas Elektronik und nach weiteren Umformungen und Beteiligungen 2003 Atlas Elektronik hervorging.
Für die Bundesmarine wurden 1965/66 die kleinen U-Boote Friedrich Schürer und Hans Techel der Klasse 202 (100 t/137 t getaucht) abgeliefert. 1969 wurde der Schiffbau eingestellt. Bis zu diesem Zeitpunkt wurden über 400 Schiffe abgeliefert, davon rund 30 Schiffe für die Marine.

## Bauprogramm
Anfangs wurden vorwiegend Schiffe ohne Antrieb wie Leichter, verschiedene Prahme, Schleppkähne, Schuten und Pontons gebaut. Im Jahr 1906 wurde das Desinfektions- und Feuerlöschboot Clayton-Fahrzeug A (23 BRT) für die Kolonie Deutsch-Ostafrika fertiggestellt. Das Bauprogramm änderte sich ab etwa 1914. Jetzt wurden vermehrt Bereisungs-, Schlepp-, und Frachtdampfer gebaut. Für die Hamburger Vulcan-Werke entstanden 1915 Torpedoboot-Rümpfe und für die Germaniawerft wurde 1917 der Rumpf für U 156 abgeliefert.
Der 1914 abgelieferte, mit 825 BRT vermessene Verkehrsdampfer Nordsee für den Inseldienst nach Helgoland wurde von der Kaiserlichen Marine übernommen und im Ersten Weltkrieg als Tender eingesetzt und von 1921 bis 1945 von der Reichsmarine bzw. Kriegsmarine als Begleitschiff für Schnellboote und Räumboote genutzt.
Um 1920 wurden für J. Lauritzen eine Serie von vier 940 BRT Frachtdampfer abgeliefert, danach haben vorwiegend Deutsche Reedereien kleine Frachtschiffe bis 1200 BRT bestellt. Die Marine Bauabteilung Helgoland und die Kriegsmarine erhielten 1938/39 je zwei Motorschlepper mit 100 BRT. Für die Kriegsmarine wurden von 1942 bis 1945 außerdem zehn Minensucher abgeliefert.
Zu den letzten abgelieferten Schiffen gehörten zwei Versorger mit 499 BRT, darunter die Schildturm für die DDG Hansa.